# 黒浜式
黒浜式（くろはましき）は、約5,500年前の関東地方の縄文前期の土器型式名である。
埼玉県蓮田市黒浜に所在する黒浜貝塚を標式遺跡としている。1913年から1931年頃、大山史前学研究所が宿、新井、宿裏、炭釜屋敷の4貝塚を発掘調査し、出土した土器を「蓮田式」として提唱するなかで取り上げている。その後、1935年に甲野勇によって、「蓮田式」の後半部分が黒浜式として提唱されたのがはじまりである（cf.甲野勇「関東地方に於ける縄紋式石器時代文化の変遷」『史前学雑誌』7-3）。
黒浜式の土器は胎土に多量の繊維を含んでいる例が多いとされるが、諸磯式に近づくにつれて無繊維化する。繊維は焼成によって炭化し、断面は漆黒色である。
器形は深鉢が主体であり、底部は平底か上げ底、口縁は波状のものと平縁のものとがあり、体部は直線的に立ち上がるもの、口縁部が外反し胴部が張り出すものがある。関山式と同様、この時期特有の羽状縄文が特徴的であるが、以下のような特徴もある。
1. 複節、複々節という2、3回以上よった縄をほとんど使わないので、縄文が断面カール状の沈線になっているように見える[要出典]。
2. 胎土が関山式に比べてもろい[要出典]。
3. 文様は羽状や斜行縄文などを地文とし、沈線文、竹管文、隆帯文、爪形文などがみられる[2]。
4. 沈線文も簡略化の傾向がある[要出典]。

また、竹管文という筒状の植物による施文や貝殻文という施文もみられる。羽状縄文とは、右撚り（Z撚り）の撚り紐を縦において、横方向に転がすと左上がり右下がりで縄目が平行に並び、左撚り（S撚り）の撚り紐を同時に、縦において横方向に転がすと右上がり左下がりで縄目が平行に並ぶ。これを同時に施文したり、順番に分けて鳥の羽のように縄文を器面に施文する技法、施文された状態のことをいう。